# Lintworm (mythisch dier)

Een lintworm

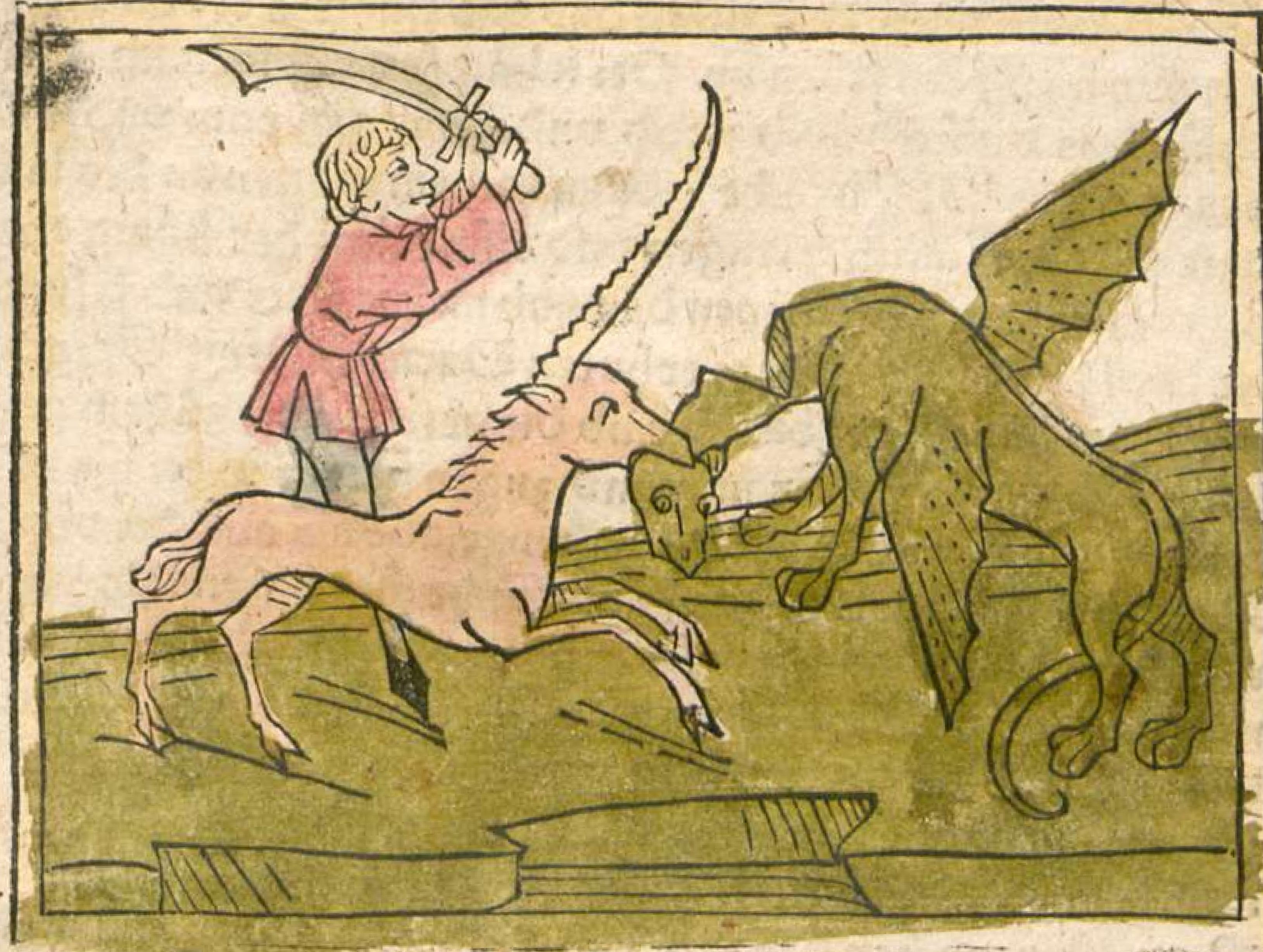
Een lintworm en een eenhoorn, afbeelding uit ca. 1477

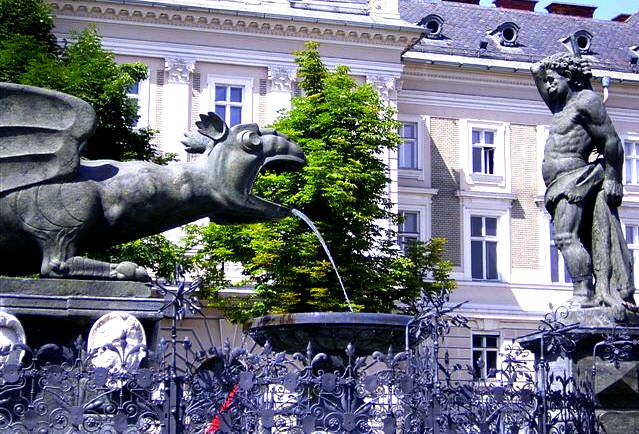
Lintwormfontein in Klagenfurt; ook het wapen van deze stad heeft een lintworm (met twee poten) als symbool

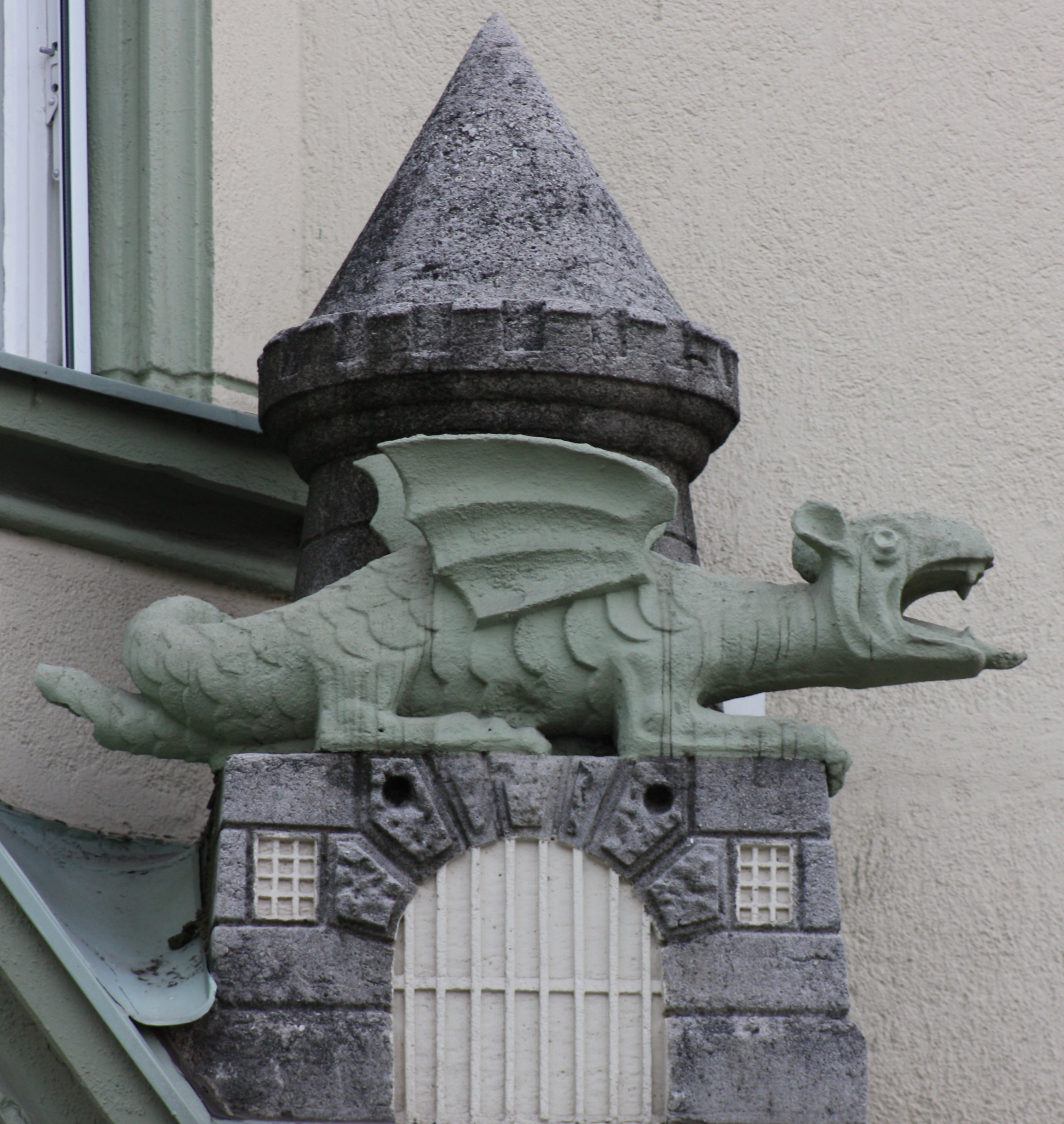
Een lintworm bij het stadhuis van Klagenfurt

Een lintworm is een mythisch wezen, een slangachtige half-draak uit de Europese mythologie.
De lintworm is ook bekend onder zijn Scandinavische naam 'Lindorm' of het Duitse 'Lindwurm'. Ze worden soms afgebeeld met vleugels, maar niet altijd. Er zijn lintwormen zonder poten, met twee of met vier poten. De beet van een lintworm zou giftig zijn. In Noorwegen zag men de lintworm als een zeedraak.
Vroeger werd geloofd dat lintwormen voornamelijk leefden in de Alpen en Scandinavië. Ze aten vooral vee en lijken, die ze van begraafplaatsen opgroeven. Tot in de 19e eeuw geloofde men dat lintwormen echt bestonden.
Gunnar Olof Hyltén-Cavallius verzamelde zo'n 50 verhalen van mensen die vertelden de enorme beesten zelf gezien te hebben. Hij loofde een beloning uit in 1884, maar er werd nooit een lintworm gevangen.
De lintworm komt voor in verschillende wapens. Er zijn enkele Duitse locaties waarvan de naam Limburg kan verwijzen naar dit fabeldier, waaronder het stadje Limburg an der Lahn. Voor de provincies Limburg in Nederland en Limburg in België is dit minder waarschijnlijk, zie Geschiedenis van Limburg. De gevleugelde lintworm op Skandinavische wapens is nagenoeg identiek aan de wyvern in Engeland en elders in West-Europa.

Het wapen van Klagenfurt
Een lintworm in het wapen van Seljord
Een lintworm in het wapen van de gemeente Stjørdal
Een lintworm in het wapen van Wurmannsquick
Het wapen van Wurmlingen (Rottenburg)
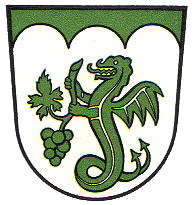
Het wapen van Worms
Lintworm op het wapen van Wendland Artillery Regiment, een onderdeel van het Zweedse leger
Een gekroonde gouden lintworm op het wapen van het Huis Sleeswijk-Holstein-Sonderburg-Glücksburg
Een lintworm in het wapen van Surava
Een lintworm in het wapen van Jevenstedt
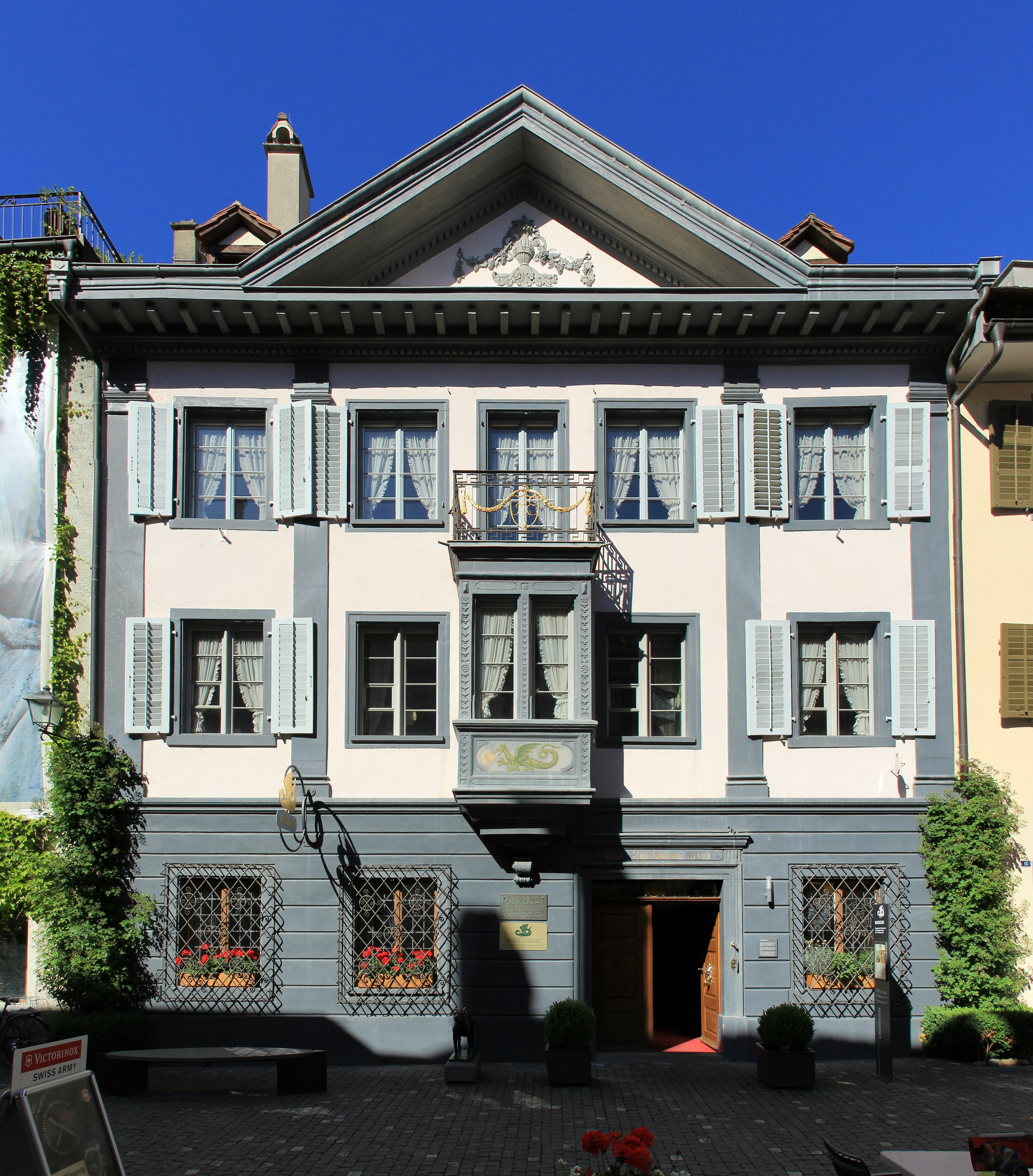
Haus Lindwurm in Stein am Rhein
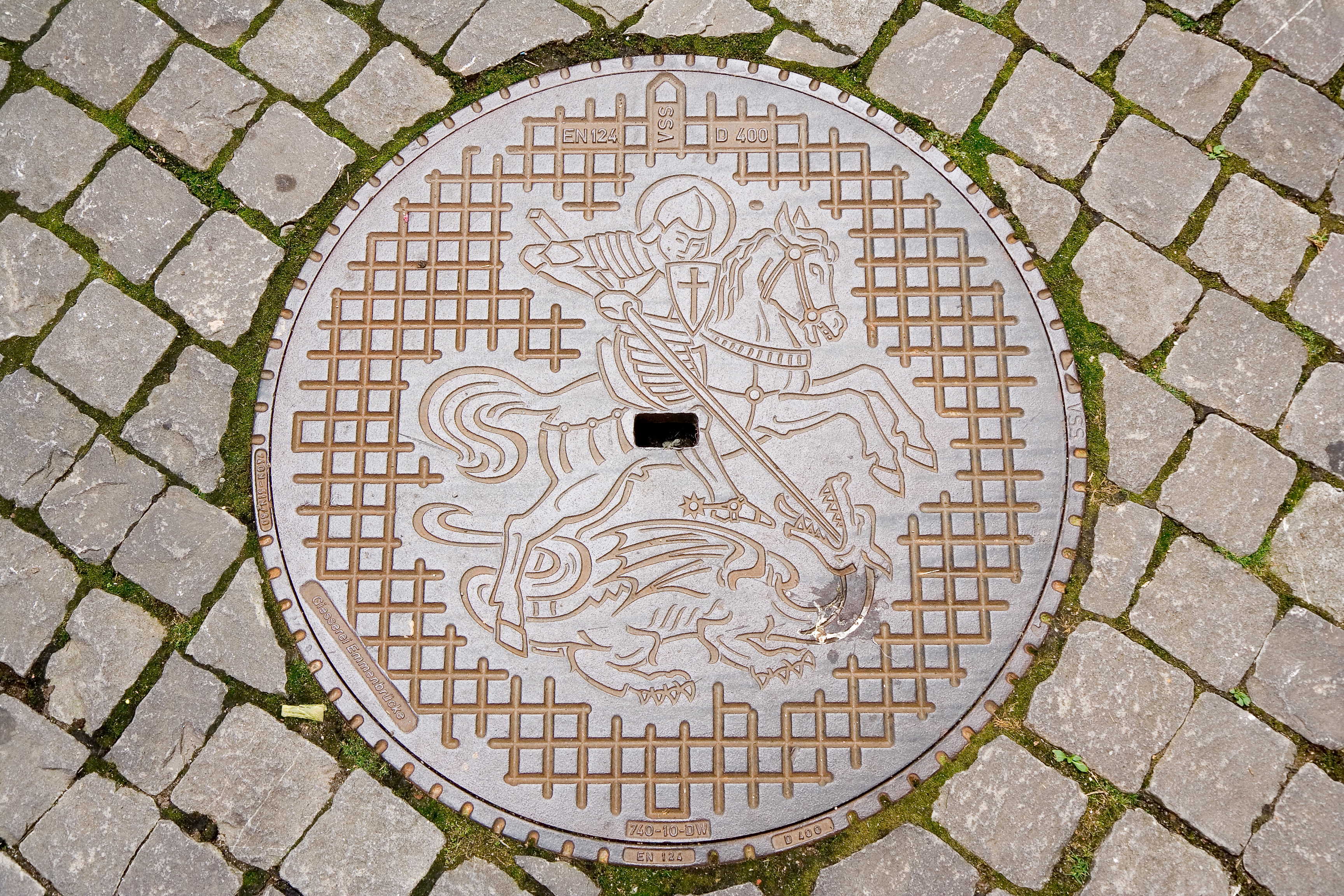
St. Joris vecht met de lintworm, putdeksel in Stein am Rhein
Wyvern of lintworm
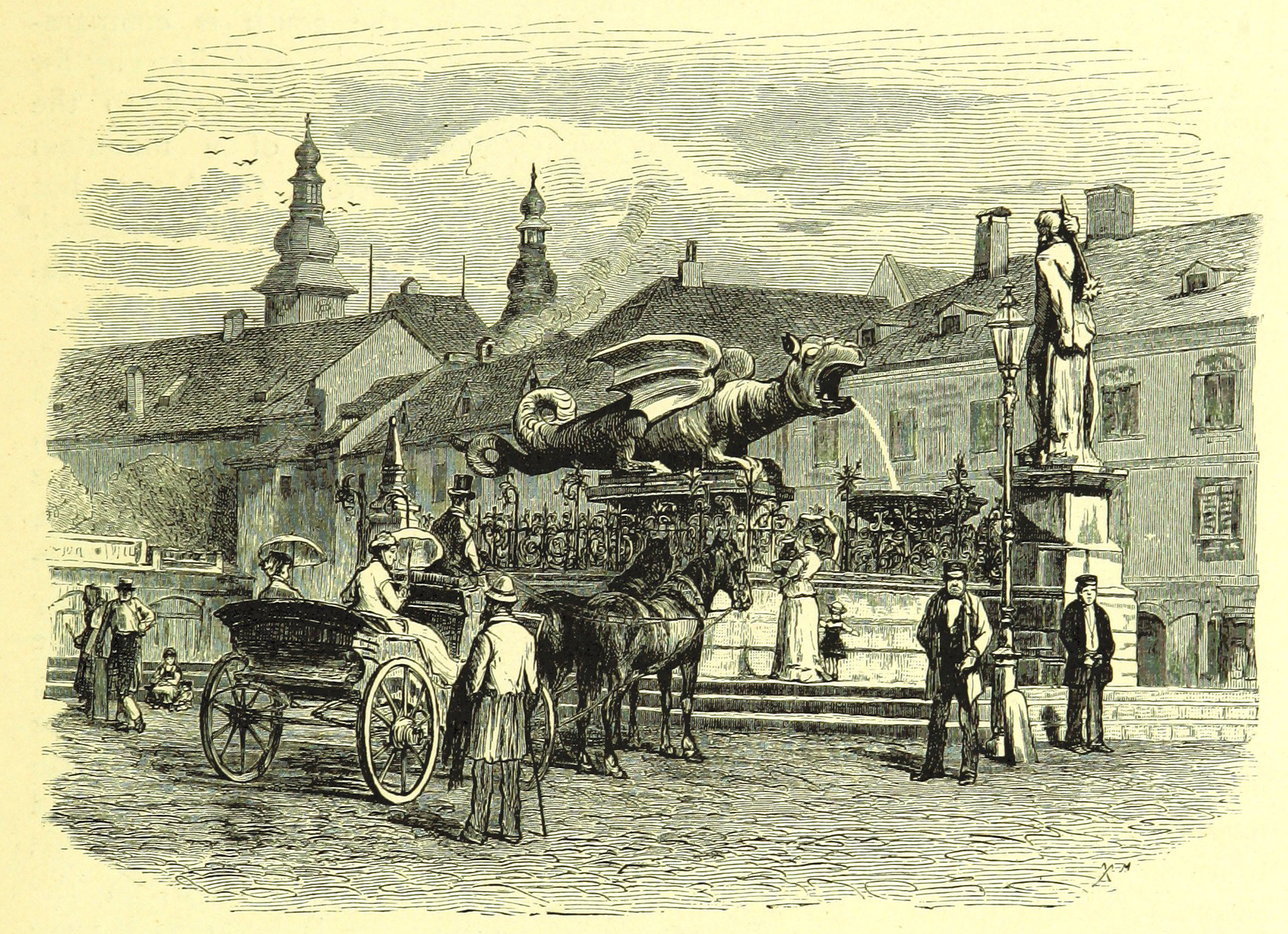
De Lindwurmbrunnen (Lintwormfontein) in Klagenfurt, afbeelding uit 1880